# Musée Petiet
Le musée Petiet est un musée d'art consacré à la deuxième partie du XIXe siècle, situé dans la commune de Limoux, dans le département de l'Aude.

## Historique
La famille Petiet, descendante du général et baron d'Empire Pierre Claude Petiet, possédait de nombreuses propriétés à Limoux et à La Bezole. Léopold-Henri Petiet ainsi que son frère François-Auguste étaient des amateurs d'art et artistes peintres eux-mêmes, qui furent chacun à leur tour maires de la commune de La Bezole.
Ils firent l'acquisition d'une grande maison dans le centre de Limoux, sur la promenade du Tivoli, pour y installer leur atelier de peinture et exercer leur art en toute quiétude. C'est la fille de Léopold, Marie qui devient une artiste reconnue.
En 1880, Léopold-Henri décide de faire don de cette maison à la commune de Limoux pour que la municipalité y installe une école de dessin et de peinture, ainsi qu'un musée.
En plus des bâtiments, la famille fait don d'une grande partie de sa collection, comprenant des copies réalisées par Léopold et Auguste Petiet, ainsi que plusieurs toiles originales de Marie.
Le mari de cette dernière, Étienne Dujardin-Beaumetz, sénateur de l'Aude et sous-secrétaire d'État aux Beaux-Arts, complète cette collection de nombreuses œuvres entre 1902 et 1912.

## Le musée
Le musée est composé de plusieurs maisons mitoyennes regroupées et transformées pour l'occasion, en respectant le style de la fin du XIXe siècle. 
Les pièces sont hautes de plafond, avec des murs peints de couleurs vives et agrémentés de pilastres, les sols sont constitués de carrelages anciens, l'éclairage est réalisé grâce aux grandes verrières originales du plafond. Le musée abrite du mobilier de salon d'époque et des sculptures.

## Les collections
Le musée est majoritairement destiné aux œuvres de la deuxième partie du XIXe siècle. Plusieurs courants sont représentés dans ces lieux : l'académisme, le pictural, l'impressionnisme, le pointillisme, l'orientalisme, entre autres. 
Quelques œuvres faisant partie des collections permanentes du musée :
- Raoul du Gardier, Sur la plage
- Henry Caro-Delvaille, Ma femme et ses sœurs
- Casimir Saint-Pierre, La Sultana
- Henri-Eugène Le Sidaner, La Table
- Henri Lebasque, La Lecture
- Achille Laugé, Paysages de l'Audois
- Marie Petiet, Les Blanchisseuses
- Marie Petiet, Jeune fille lisant une lettre
- Marie Petiet, Jeunes filles à l'église
- Marie Petiet, La Jeune Fille aux oies
- Marie Petiet, La Liseuse
- Marie Petiet, Guignol au village
- Marie Petiet, Jean-Jacques Henner
- Étienne Dujardin-Beaumetz, Général Lapasset
- Plusieurs scènes de la guerre de 1870 d'Étienne Dujardin-Beaumetz
- Plusieurs portraits de Xavier Prinet
- Plusieurs portraits de Jean-Paul Laurens

Galerie
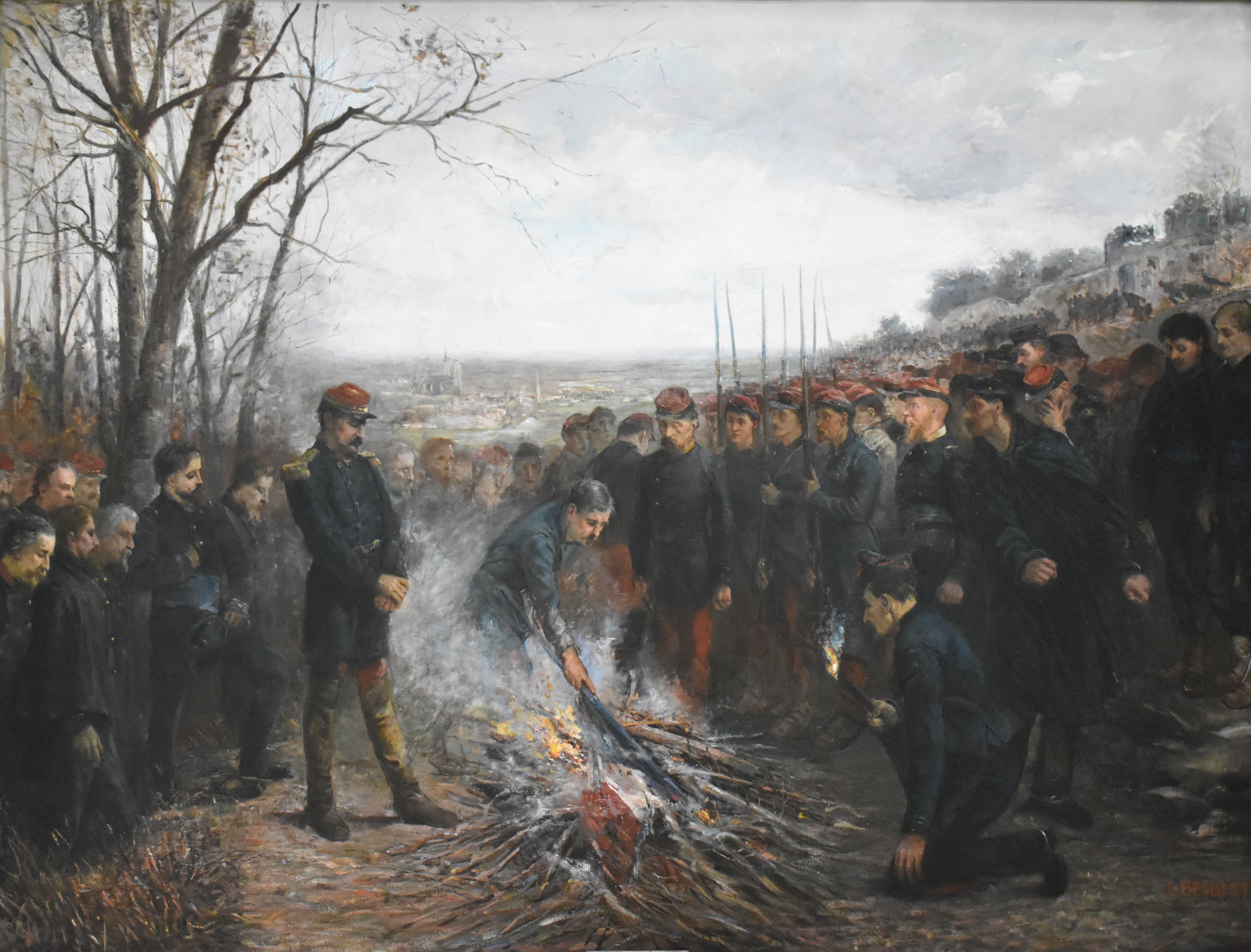
Le général Lapasset brûlant ses drapeaux par Étienne Dujardin-Beaumetz, avant 1882.
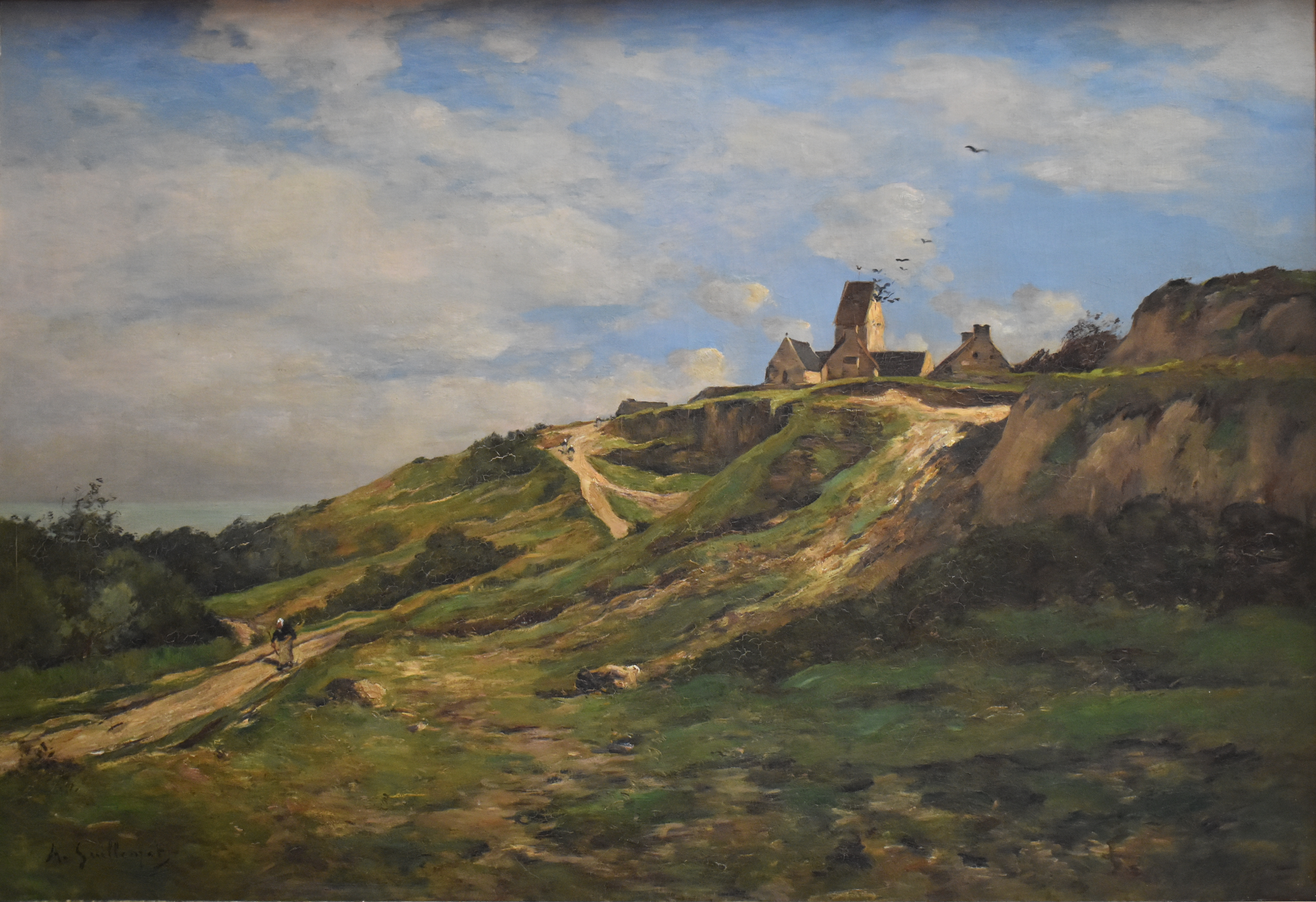
Paysage breton par Antoine Guillemet.
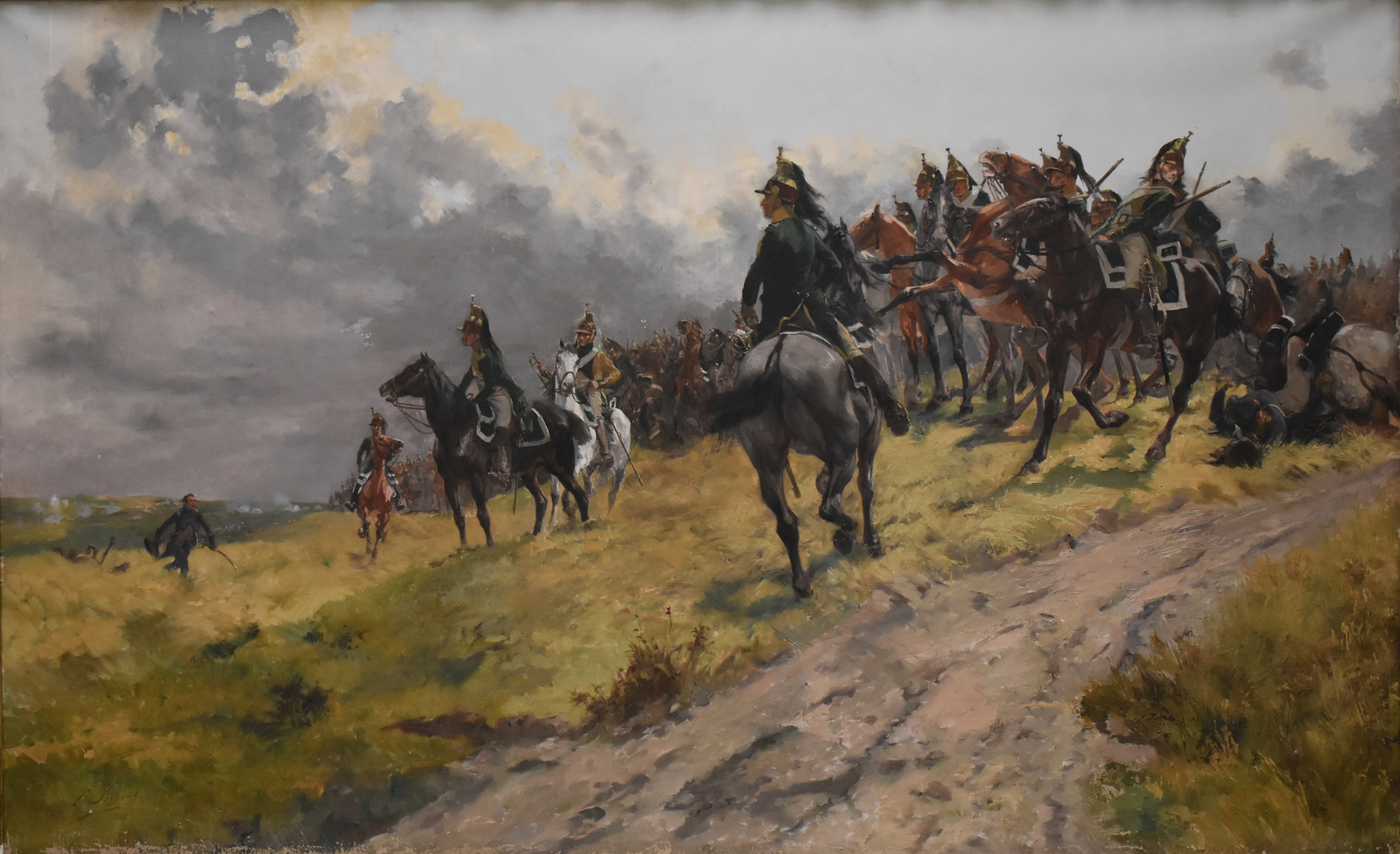
Ordre de charger par Lucien-Pierre Sergent, 1897.
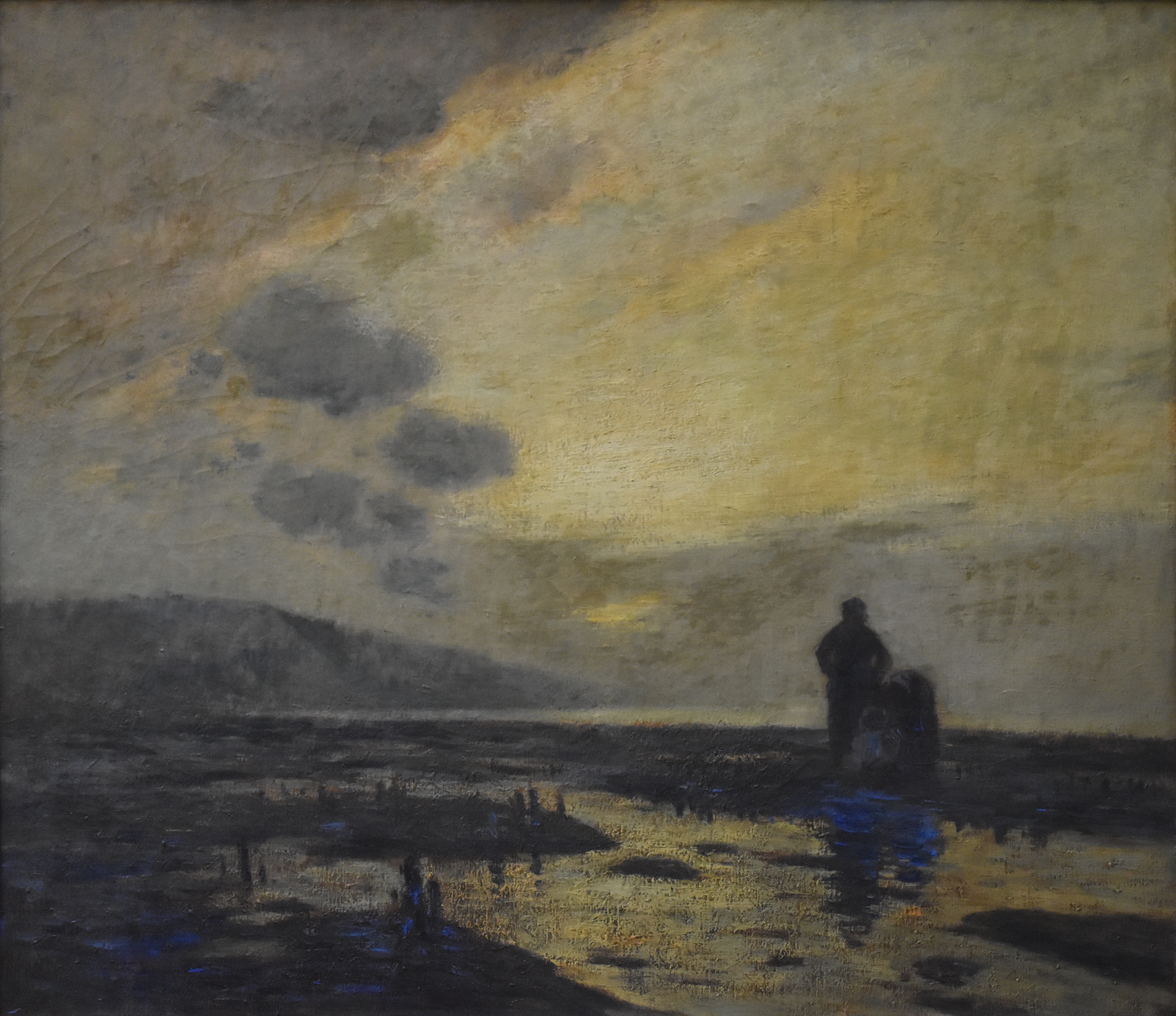
Parc aux huîtres par Jean Remond, 1905.
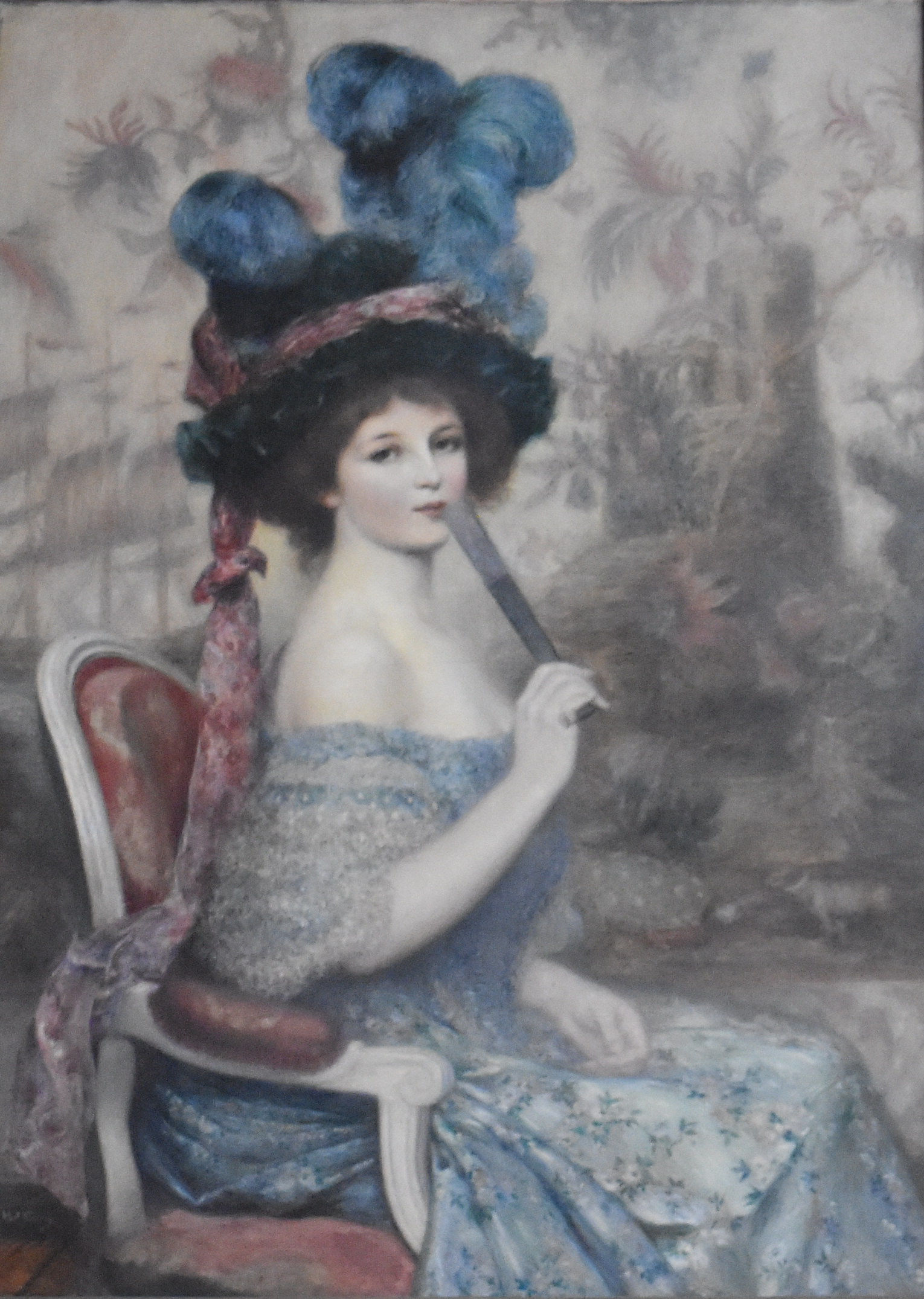
La femme à l'éventail par Abel Faivre, 1901.
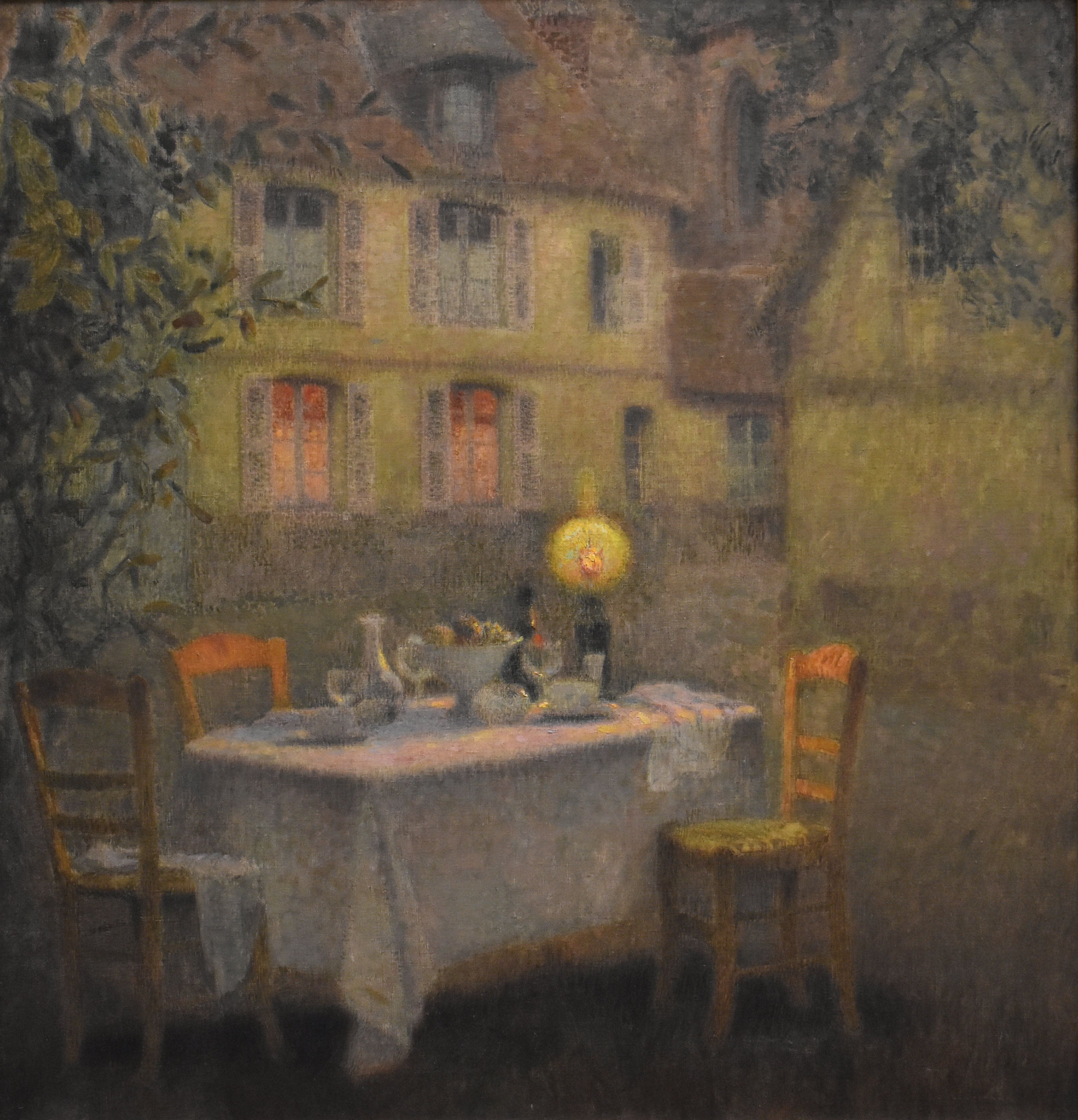
La Table par Henri Le Sidaner, 1901.
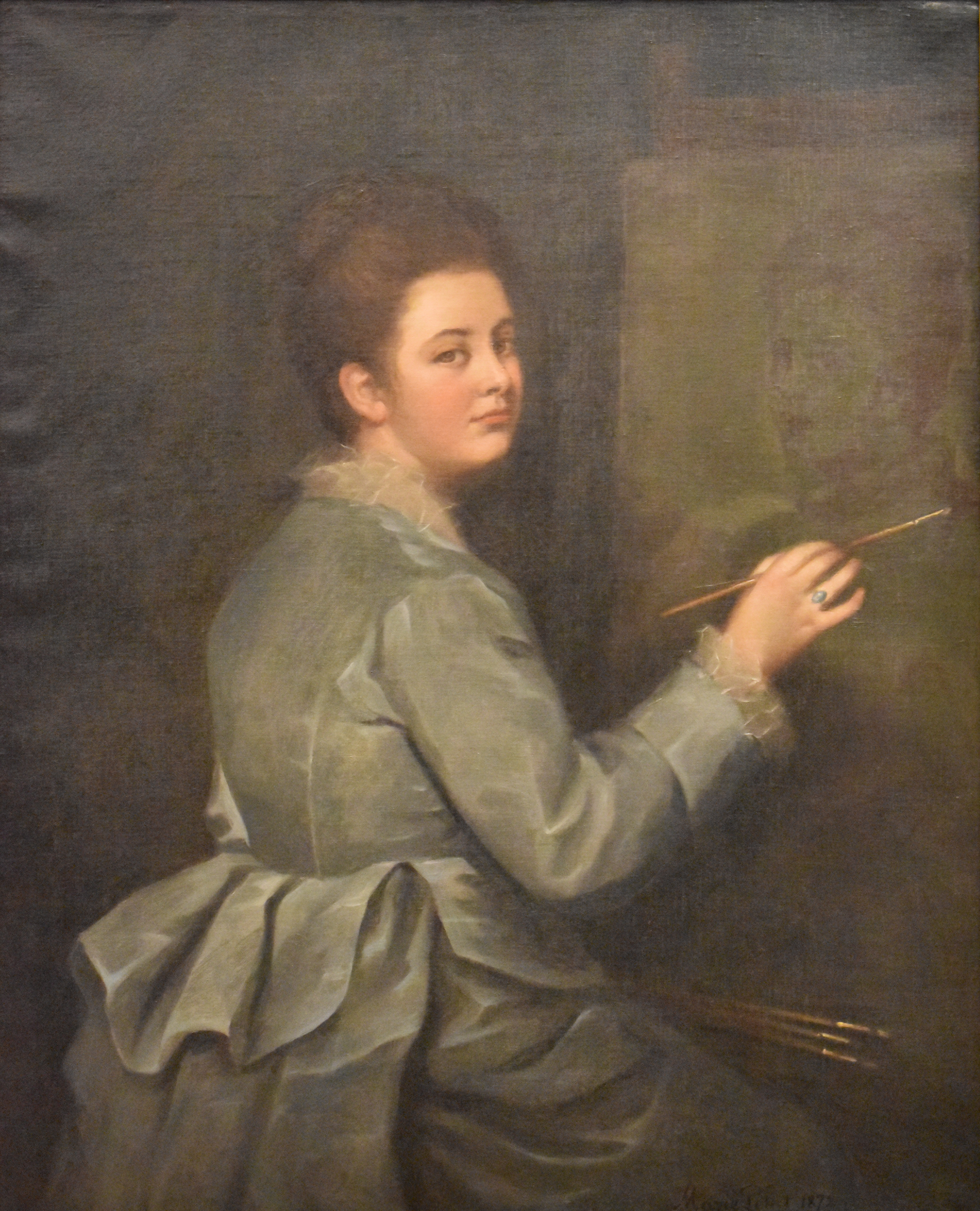
Autoportrait au chevalet par Marie Petiet, 1872.
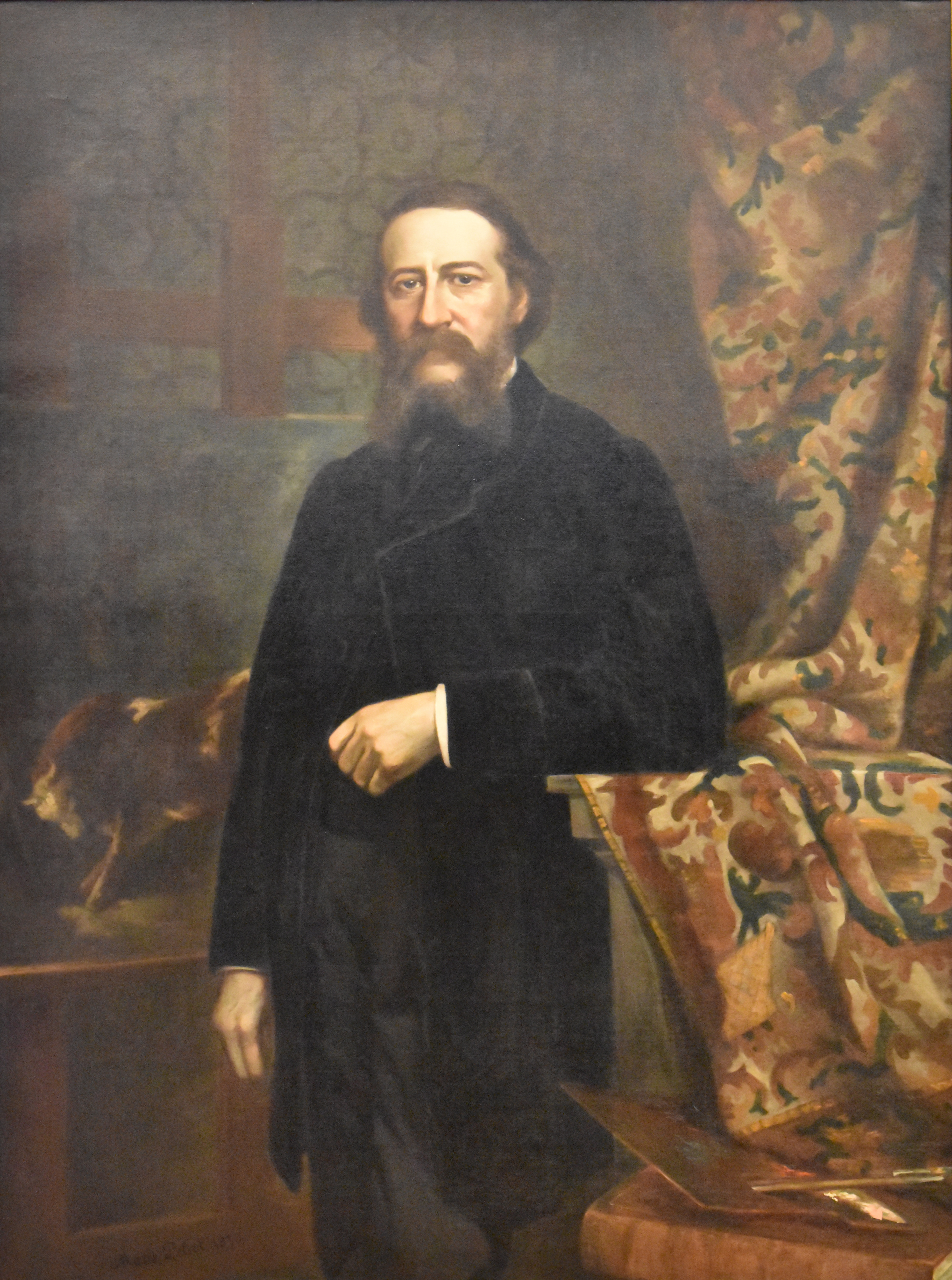
Portrait de Léopold Petiet par Marie Petiet, 1875.
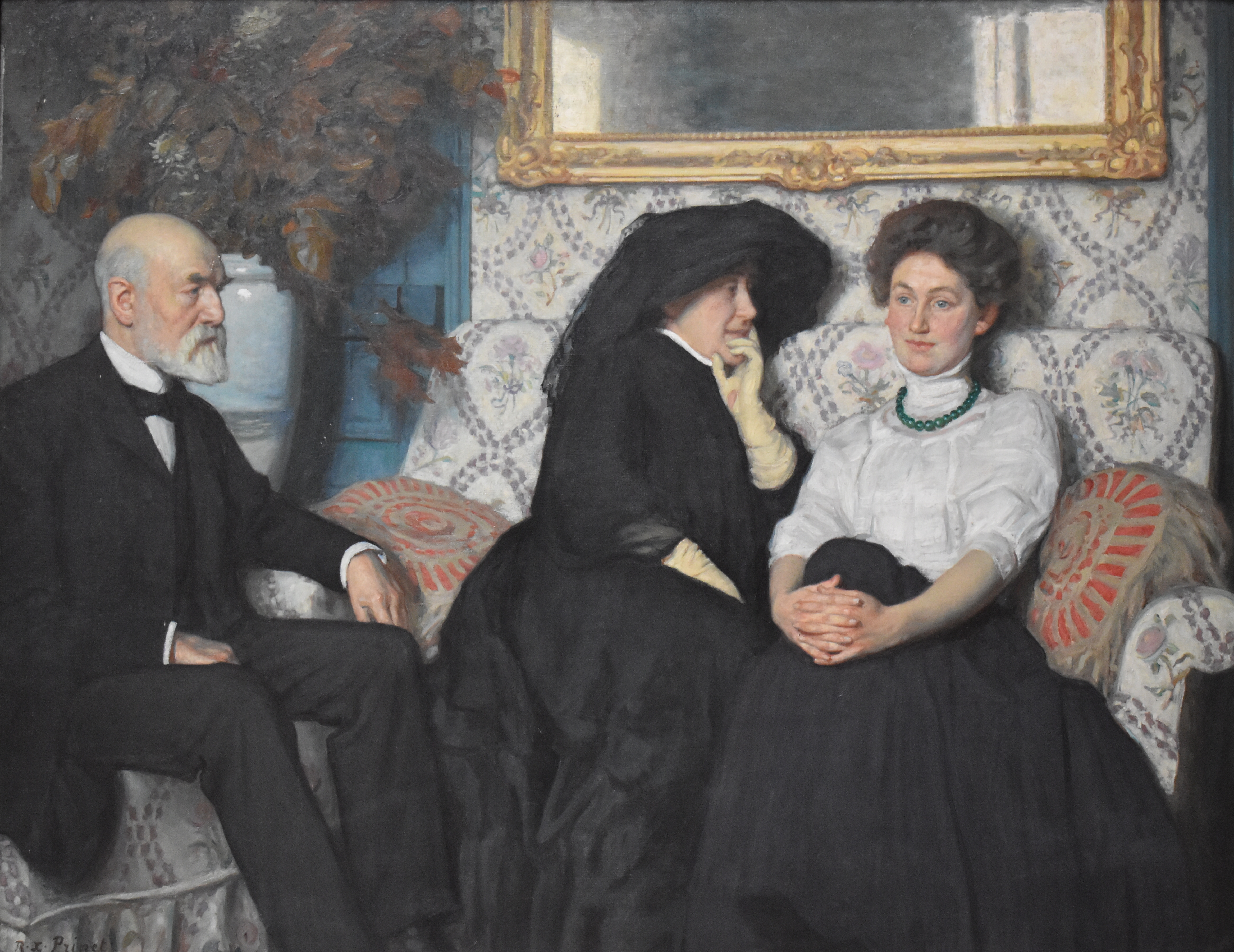
Portrait de la famille Saglio par René-Xavier Prinet.

## Visites
En dehors des expositions permanentes, le musée organise quatre expositions temporaires chaque année, avec visites guidées pour adultes et enfants, en plusieurs langues. Des conférences, concerts, projections et spectacles sont aussi organisées.
Le musée est fermé chaque année du 25 décembre au 1er janvier.